# Einsteinium(III)-oxid
Az einsteinium(III)-oxid Es2O3 egy radioaktív vegyület. Színtelen szilárd anyag.
Három kristályszerkezet ismert: köbös rácsállandó a = 1076,6 ± 0,6 pm; az Es3+ ion kalkulált sugara 92,8 pm. A másik kettő monoklin és hexagonális, a hexagonális lantán(III)-oxid szerkezetű.
Előállítható einsteinium(III)-nitrát hevítésével szub-mikrogrammos mennyiségben.

## Fordítás
- Ez a szócikk részben vagy egészben  az   Einsteinium(III) oxide című angol Wikipédia-szócikk fordításán alapul.  Az eredeti cikk szerkesztőit annak laptörténete sorolja fel. Ez a jelzés csupán a megfogalmazás eredetét és a szerzői jogokat jelzi, nem szolgál a cikkben szereplő információk forrásmegjelöléseként.